# Erster Kieler Ruder-Club von 1862

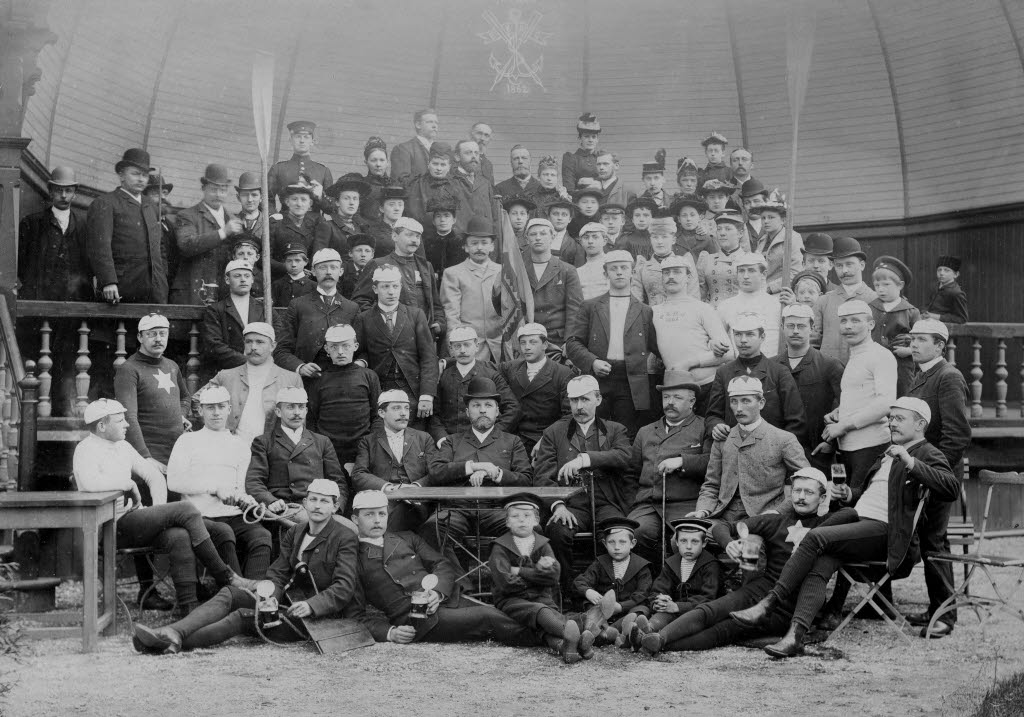
Gruppenaufnahme des Ruder-Clubs (um 1900)

Erster Kieler Ruder-Club von 1862 (EKRC) ist der Name eines Sportvereins aus Kiel.

## Geschichte und Lage
Der Ruder-Club wurde am 24. März 1862 gegründet. Die Farben der Clubflagge sind blau-weiß-rot; in der oberen linken Ecke befindet sich das Kieler Stadtwappen mit den Buchstaben EKRC und der Jahreszahl 1862, beides in Gold. Seit 1973 wird auch Frauenrudern angeboten.
Das Bootshaus befindet sich an der Kiellinie am Düsternbrooker Weg, das Ruderrevier ist die Kieler Förde.

## Bekannte Sportler
1962 wurden erstmals Ruder-Weltmeisterschaften ausgetragen. Bei der Regatta in Luzern siegten Christian Prey und Peter Paustian zusammen mit zwei Lübeckern im Vierer ohne Steuermann. Bei den Weltmeisterschaften 1995 gewann Gaby Schulz eine Bronzemedaille im Leichtgewichts-Vierer ohne Steuerfrau.
Bei den Europameisterschaften 1969 gewannen Bernd Gördes und Ingo Scholz die Bronzemedaille mit dem Achter.